# Karl-Heinz Rummenigge
Pour les articles homonymes, voir Rummenigge.
Karl-Heinz Rummenigge, né le 25 septembre 1955 à Lippstadt en Allemagne de l'Ouest, est un ancien footballeur international allemand. Il évoluait au poste d'attaquant.
Surnommé « Kalle », il est considéré comme l'un des plus grands attaquants de l'histoire du football allemand et l'un des meilleurs joueurs de son époque, nommé par deux fois meilleur joueur européen en 1980 et 1981. Comme ses compatriotes Franz Beckenbauer et Lothar Matthäus, il a personnifié la domination de l'Allemagne sur le football européen et mondial du début des années 1970 à la fin des années 1980. Néanmoins, à l'inverse de ses compatriotes, il n'a jamais remporté la Coupe du monde de football même s'il est par deux fois finaliste de la compétition en 1982 et 1986, les deux fois en tant que capitaine. Vainqueur du Championnat d'Europe des nations en 1980 avec l'équipe de RFA, Rummenigge fut aussi l'un des joueurs les plus emblématiques du Bayern Munich, avec qui il a remporté la Coupe d'Europe des clubs champions en 1975 et 1976.
Son jeune frère, Michael Rummenigge fut aussi footballeur professionnel.

## Biographie

### Les débuts
Rummenigge commence le football au sein du Borussia Lippstadt, un club de sa ville qui évolue dans le championnat régional amateur de Westphalie. Sa carrière prend son envol en 1974, lorsqu'il est transféré au Bayern Munich. Devenu professionnel, Rummenigge se fait surtout remarquer à ses débuts pour son habileté à dribbler et pas particulièrement pour ses capacités de buteur. Il faut dire qu'à son arrivée, c'est surtout Gerd Müller qui joue le rôle de finisseur au club. Même s'il s'impose rapidement comme titulaire au sein de la formation bavaroise, il ne joue pas la finale de la Coupe d'Europe des clubs champions en 1975, remportée par son club. Rummenigge a tout de même participé aux tours précédents de la compétition alors qu'il n'a que 19 ans.
En 1976, il remporte sa deuxième Coupe d'Europe des clubs champions mais en disputant cette fois la finale contre l'AS Saint-Étienne (victoire 1 - 0).

### Le déclin du Bayern Munich
Quelques mois après la finale de la Coupe d'Europe des clubs champions 1976, il honore sa première cape internationale à 21 ans contre le pays de Galles. « Kalle » s'impose aussi rapidement en sélection nationale et est l'une des rares satisfactions (avec trois buts inscrits lors de la compétition) de la piteuse équipe de RFA éliminée lors des phases de poules de la Coupe du monde 1978. À l'époque, le football allemand à l'image du Bayern Munich est en déclin: Franz Beckenbauer s'est exilé aux États-Unis, Paul Breitner joue au Real Madrid et les deux joueurs ont pris leur retraite internationale. Quant à Uli Hoeneß et Gerd Müller, le premier n'arrive pas à récupérer d'une blessure qui va l'obliger à prématurément arrêter sa carrière, le second est au crépuscule de sa carrière.

### La consécration

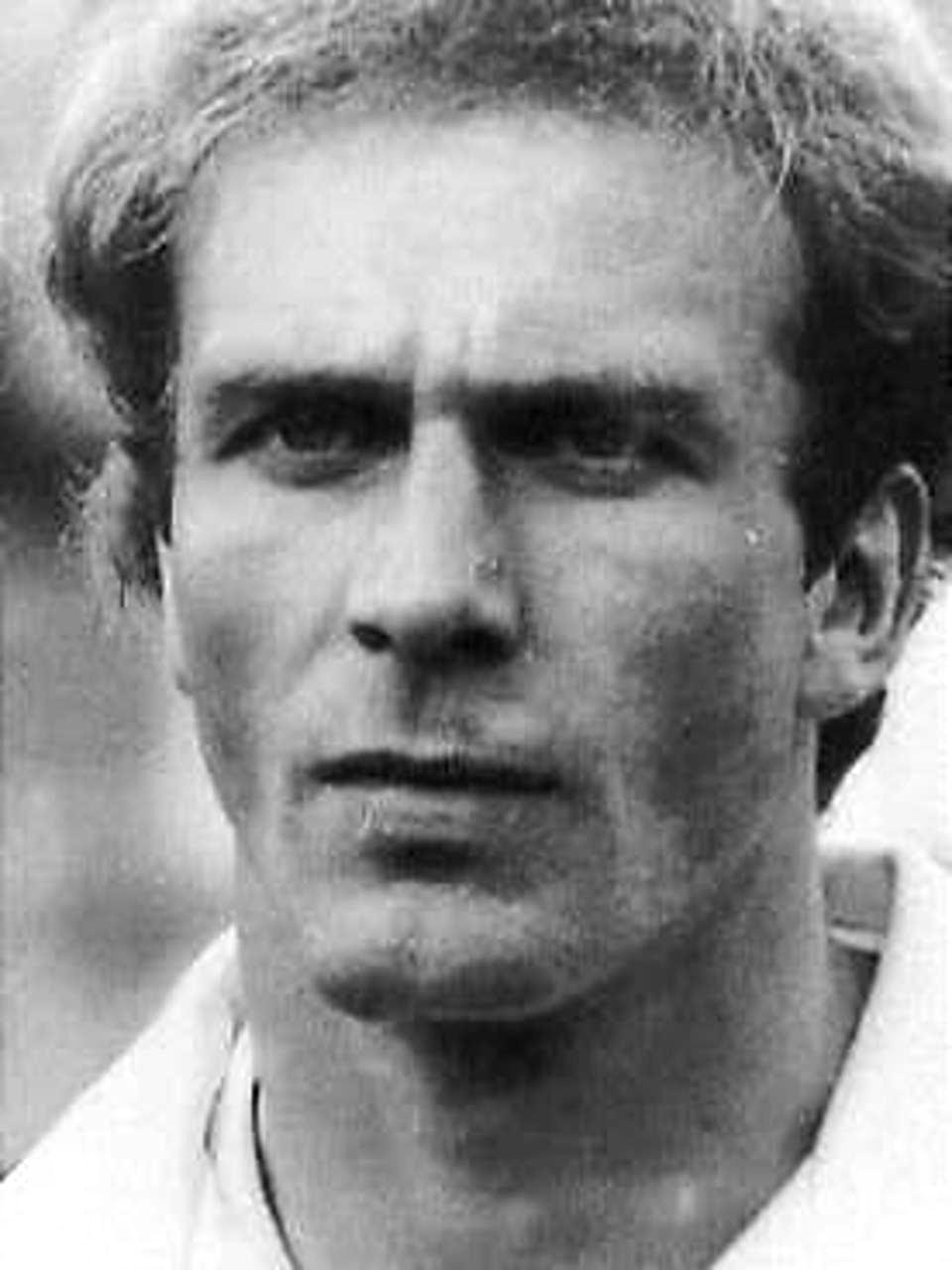
Karl-Heinz Rummenigge en 1982.

L'arrivée de l'entraîneur Pál Csernai au début de l'année 1979 va donner un nouvel élan au club en permettant à Rummenigge d'exploiter une facette jusque-là insoupçonnée de son jeu. L'entraîneur écarte progressivement le vieux Gerd Müller et impose Kalle comme le véritable buteur de l'équipe, une tâche à laquelle il va se révéler particulièrement brillant. Dès l'arrivée de Csernai, le jeu de Rummenigge se métamorphose : il marque 10 buts en 18 matches de championnat. Lors de la saison 1979-1980, il finit meilleur buteur du championnat avec 26 buts en 34 matches. Cette année-là, le Bayern Munich renoue avec le succès en remportant un nouveau titre de champion d'Allemagne. Ce renouveau du club va de pair avec celui de l'équipe nationale. L'équipe de RFA remporte le Championnat d'Europe des nations 1980 en battant la Belgique en finale. Rummenigge, qui est l'un des grands artisans de ce succès, remporte le Ballon d'or récompensant le meilleur footballeur européen.
La saison 1980-1981 est l'exacte réplique de la précédente : le Bayern Munich remporte une nouvelle fois le championnat et Rummenigge est de nouveau meilleur buteur du championnat avec 29 buts et sacré meilleur footballeur européen. L'attaquant forme à l'époque avec Paul Breitner, revenu au club en 1978 (ainsi qu'en sélection), un duo très complémentaire qui sera surnommé Breitnigge par les médias allemands (notamment le Bild). Le Bayern revenu au premier plan, n'arrive cependant pas à s'adjuger une nouvelle Coupe d'Europe des Champions et échoue en finale de l'édition 1982, battu par Aston Villa.

### La Coupe du monde 1982
La Coupe du monde 1982 va se révéler comme l'un des grands moments de la carrière de Rummenigge. Très en verve, il inscrit 4 buts lors des poules de qualification. Néanmoins, l'équipe de RFA fait des débuts poussifs en s'inclinant d'entrée de tournoi face à une surprenante équipe d'Algérie (2-1). Mais, ce sont surtout les inimitiés d'une certaine frange du public que les joueurs allemands déclenchent lors de ce tournoi, tout d'abord en étant suspectés d'avoir « arrangé » une victoire de l’Allemagne face à leurs voisins autrichiens, destiné à éliminer l'Algérie et à permettre leur qualification mutuelle (un match qui sera nommé par de multiples journalistes « match de la honte »); ensuite, par le geste dangereux non sanctionné d'Harald Schumacher sur Patrick Battiston en demi-finale contre la France.
Ce match contre la France, souvent considéré comme l'un des plus beaux de l'histoire de la compétition, va permettre à Rummenigge d'affirmer son tempérament de gagneur et ses qualités de joueur providentiel. Sur le banc de touche en raison d'un claquage à la cuisse, le joueur du Bayern n'entre sur le terrain que lors des prolongations alors que son équipe est menée 3 à 1. Bien que diminué physiquement, « Kalle » parvient à réduire la marque à la 102e minute, impulsant un nouvel élan à son équipe qui recollera au score à la 108e minute avant de remporter le match aux tirs au but. Malgré cette performance, les Allemands s'inclineront face à l'Italie en finale (3 à 1).

### Les années milanaises et la fin de carrière
En 1984, après un nouveau titre de meilleur buteur en championnat allemand (26 buts), il prend à 29 ans, la direction du Calcio et de l'Inter Milan pour un transfert record de 8,5 milliards de lires (l'équivalent de 5,5 millions d'euros aujourd'hui). Ses années milanaises sont mitigées. Handicapé par des blessures, « Kalle » n'arrive pas à s'exprimer pleinement aux côtés d'Alessandro Altobelli malgré des débuts encourageants. De plus, il ne glane aucun titre de ces années milanaises. Néanmoins, il reste indispensable à la Mannschaft pour le Mondial 86. L'Allemagne s'incline à nouveau en finale contre l'Argentine (3-2). Une fois encore, « Kalle » était diminué. Une fois encore, il avait redonné espoir aux siens en marquant dans les dernières minutes mais cette fois-ci, cela ne suffira pas à empêcher le triomphe des Argentins. Il perd une deuxième finale de Coupe du monde consécutive, la deuxième comme capitaine. Cet échec sera le dernier match de Rummenigge sous le maillot de la RFA.
En 1987, de moins en moins utilisé à l'Inter Milan, il signe au Servette FC dans le championnat suisse. Il dispute deux saisons avant de mettre un terme à sa carrière de joueur, après un dernier titre de meilleur buteur du championnat suisse (24 buts). Il prend sa retraite après 15 saisons au plus haut niveau et 45 buts en 95 sélections avec la RFA.

### L'après-carrière sportive
De 1990 à 1994, Karl-Heinz Rummenigge travaille comme commentateur lors des retransmissions télévisées des matchs de l'équipe d'Allemagne de football. En 1991, il est nommé vice-président du Bayern Munich aux côtés de Franz Beckenbauer, un poste qu'il garde jusqu'en 2002. Il est nommé par la suite président du conseil d'administration du club. Avec Uli Hoeneß et Franz Beckenbauer, Karl-Heinz Rummenigge fait partie actuellement de la direction du club. De 2008 à 2017, il est président de l'Association européenne des clubs. Le 1er juin 2021, Karl-Heinz Rummenigge, homme fort et figure historique du Bayern Munich, quitte ses fonctions de président du directoire bavarois, six mois avant la date prévue. Il passe le témoin à Oliver Kahn, l'ancien gardien mythique des Bavarois. Il fait son retour au sein du club bavarois 2 ans plus tard puisqu'il a été nommé comme nouveau membre du conseil de surveillance.

## Carrière
La carrière professionnelle de Rummenigge s'étale de 1974 à 1989. Au Bayern Munich, il marque 162 buts en 310 matchs de Bundesliga, notamment,.
- 1973-1974 :  Borussia Lippstadt
- 1974-1984 :  Bayern Munich
- 1984-1987 :  Inter Milan
- 1987-1989 :  Servette FC

## Palmarès
- Bayern Munich :
  - Vainqueur de la Coupe d'Europe des clubs champions en 1975 et 1976 .
  - Champion de Bundesliga en 1980 et 1981.
  - Vainqueur de la Coupe intercontinentale en 1976.
  - Vainqueur de la Coupe d'Allemagne en 1982 et 1984.
  - Finaliste de la Coupe d'Europe des clubs champions en 1982.
  - Finaliste de la Supercoupe de l'UEFA en 1975 et 1976.
- Servette FC :
  - Vice-champion de Super League en 1988.
- Allemagne :
  - Vainqueur du Champion d'Europe des nations en 1980.
  - Finaliste de la Coupe du monde en 1982 et 1986.

## Distinctions personnelles
- Ballon d'or : 1980 et 1981.
- Onze d'or : 1980 et 1981.
- Onze de bronze : 1983.

## Statistiques
- Meilleur buteur de la Coupe d'Europe des clubs champions : 1981 (6 buts)
- Meilleur buteur du Championnat d'Allemagne : 1980, 1981 (record personnel, 29 buts) et 1984
- Meilleur buteur du Championnat Suisse : 1989 (24 buts)
- 95 sélections pour 45 buts en équipe d'Allemagne, 51 fois comme capitaine[2]
- 519 parties officielles en club pour 265 buts